# Pablo Mañé Algorta
Pablo Mañé Algorta, más conocido como Pablo Mañé (Montevideo, 17 de mayo de 1880 - Montevideo, 21 de octubre de 1971), fue un escultor uruguayo.

## Datos biográficos
Nacido en Montevideo, Mañé residió muchos años en París. A lo largo de su vida expuso no sólo en Uruguay, también en la Sociedad Nacional de Bellas Artes de París y en el Salón de Madrid.
No dejó de viajar habitualmente a su ciudad natal, donde falleció.

## Obras
Entre las más conocidas obras de Pablo Mañé se incluyen las siguientes:
- Invernal,
- Maternidad,
- El canto de las sirenas,
- busto de José Gervasio Artigas, en París[3]
- busto de Juan Antonio Lavalleja ,
- busto de José Enrique Rodó,

- Femme à la rose (mujer de la rosa)- busto de bronce conservado en la colección de Centro Pompidou de París. La obra fechada en 1915, fue donada por el artista al estado en 1927.[4]
- Joven helénica, figura de bronce[5]
- Desnudo femenino, figura de bronce[6]

Es autor de un busto del escritor ecuatoriano Juan Montalvo, que se encuentra en la Plaza América, de París.
- busto de Juan Montalvo, erigido en la square de la América Latina, en París,[7]·[8]

### Monumento al  Barón de Río Branco (1845 - 1912)
Su obra más destacada es el Monumento al Barón de Río Branco, en la confluencia de las avenidas Brasil y Dr. Francisco Soca y la calle Libertad. Realizado en mármol blanco de Carrara.
El conjunto se compone de un podio de tres bloques a dos niveles; el central, más elevado muestra un grupo de figuras alegóricas: la Victoria alada en actitud de coronar una figura femenina de pie; un adolescente observando la escena portando en la mano derecha una antorcha; al costado figura masculina desnuda arrodillada. En relieve bajo el grupo central un medallón de mármol de Carrara en relieve, con la efigie del Barón de Río Branco, que fue un destacado escritor, político y diplomático brasileño; más abajo, grabada en mármol, la inscripción: " La República Oriental del Uruguay al Canciller José María da Silva Paranhos, Barón de Río Branco - 1845 - 1912 
". En los podios laterales, dos bajorrelieves en mármol que representan el "Juicio de Salomón" y el "Juicio de Paris".·